# Щагін Ернст Михайлович
Щагін Ернст Михайлович (2 березня 1933, Мінськ) — доктор історичних наук, професор, заслужений діяч науки Російської Федерації, дійсний член Академії гуманітарних наук.

## Біографія
Народився 2 березня 1933 року в Мінську в сім'ї службовців. У 1950 році вступив на історичний факультет Рязанського державного педагогічного інституту. З 1952 року — сталінський стипендіат. У 1954 вступає до аспірантури Московського державного педагогічного інституту імені В. П. Потьомкіна. Його науковим керівником був професор Бабурін Дмитро Сергійович. Після закінчення направлений на роботу в Хабаровський педагогічний інститут. У 1961 році захистив кандидатську дисертацію. З 1967 року Щагін — доцент кафедри історії СРСР МДПІ ім. Леніна. 1974 — захист докторської дисертації. З 1978 по 1983 — декан історичного факультету МДПІ ім. Леніна. З 1983 — завідувач кафедрою історії СРСР (новітньої вітчизняної історії).
У 1977 році Щагін був затверджений членом експертної ради з історичних наук ВАК при Раді міністрів СРСР, а потім — членом експертної ради ВАК Росії.
Рішенням вченої ради РГПУ Щагіну Е. М. у 2002 році було присвоєно звання Почесного професора Рязанського державного педагогічного університету імені С. А. Єсеніна.

## Праці
- Октябрьская революция в деревне восточных окраин России. 1917 — лето 1918 гг.: Спецкурс. -М.,1974. (рос.)
- В. И. Ленин о трёх русских революциях: социально-экономические проблемы. Учебное пособие для истфаков. — М.,1984. (рос.)
- Крестьянство России в период трёх революций: книга для учителя. — М.,1987. (рос.)
- Новейшая история Отечества: 20 в. в 2-х томах.- М.,ВЛАДОС, 2004.(рос.)
- Новейшая отечественная история 20 — н.21 вв. в 2 книгах.(рос.)
- Очерки истории России, её историографии и источниковедения (к.19 — сер.20 в.).- М.,ВЛАДОС, 2005. (рос.)